# Bryocopsis vrystaatensis
Bryocopsis vrystaatensis är en spindeldjursart som beskrevs av Meyer 1974. Bryocopsis vrystaatensis ingår i släktet Bryocopsis och familjen Tetranychidae. Inga underarter finns listade.